# Холланд, Фабиан
Фабиан Холланд (нем. Fabian Holland; род. 11 июля 1990, Берлин) — немецкий футболист, защитник и капитан клуба «Дармштадт 98».

## Клубная карьера
Фабиан начал заниматься футболом в «ФСБ Форст Боргсдорф», откуда в 2003 году перешёл в академию Берлинской «Герты», там он прошёл все возврастные уровни и в 2008 году пополнил состав «Герты II». Летом 2010 года у Холланда диагностировали синдром Вольфа-Паркинсона-Уайта и игрок был прооперирован. В феврале 2011 года Фабиан начал тренироваться с основной командой. За основной состав «Герты» дебютировал 21 апреля 2012 года в матче 32-го тура чемпионата Германии 2011/12 против «Кайзерслаутерна».

## Достижения
«Герта»
- Победитель Второй Бундеслиги: 2012/13